# Iglesia de San Nicolás (Ávila)
La iglesia de San Nicolás es una pequeña iglesia románica de la ciudad española de Ávila.

## Historia
Fue declarada monumento histórico-artístico el 22 de febrero de 1980 El 1 de agosto de 1991 fue declarada la zona de protección vinculada a su nuevo estatus de bien de interés cultural.
Ha sido expresamente declarada en 1985 Patrimonio de la Humanidad, como elemento individual integrante del conjunto Ciudad vieja de Ávila e iglesias extramuros (ref. 348-006, con un ámbito protegido de  0.05 ha).

## Descripción
Se trata de un edificio de estilo románico, perteneciente al conjunto de parroquias extramuros de la ciudad. Está construida en piedra berroqueña de la región y presenta en su exterior tres portadas. Las del Norte y Mediodía son de medio punto con arquivoltas de decoración simple y columnas con toscos capiteles, siendo más moderna la del oeste, de arco apuntado, enriquecido con decoración de flores estrelladas, motivo frecuente en el románico abulense.
Su interior consta de tres naves, la central de doble anchura que las laterales, cubiertas con bóvedas de yesería pertenecientes a una reforma barroca. La torre es cuadrangular, sin campanario, y el ábside, de pequeñas dimensiones, está decorado tan solo con simples canecillos.

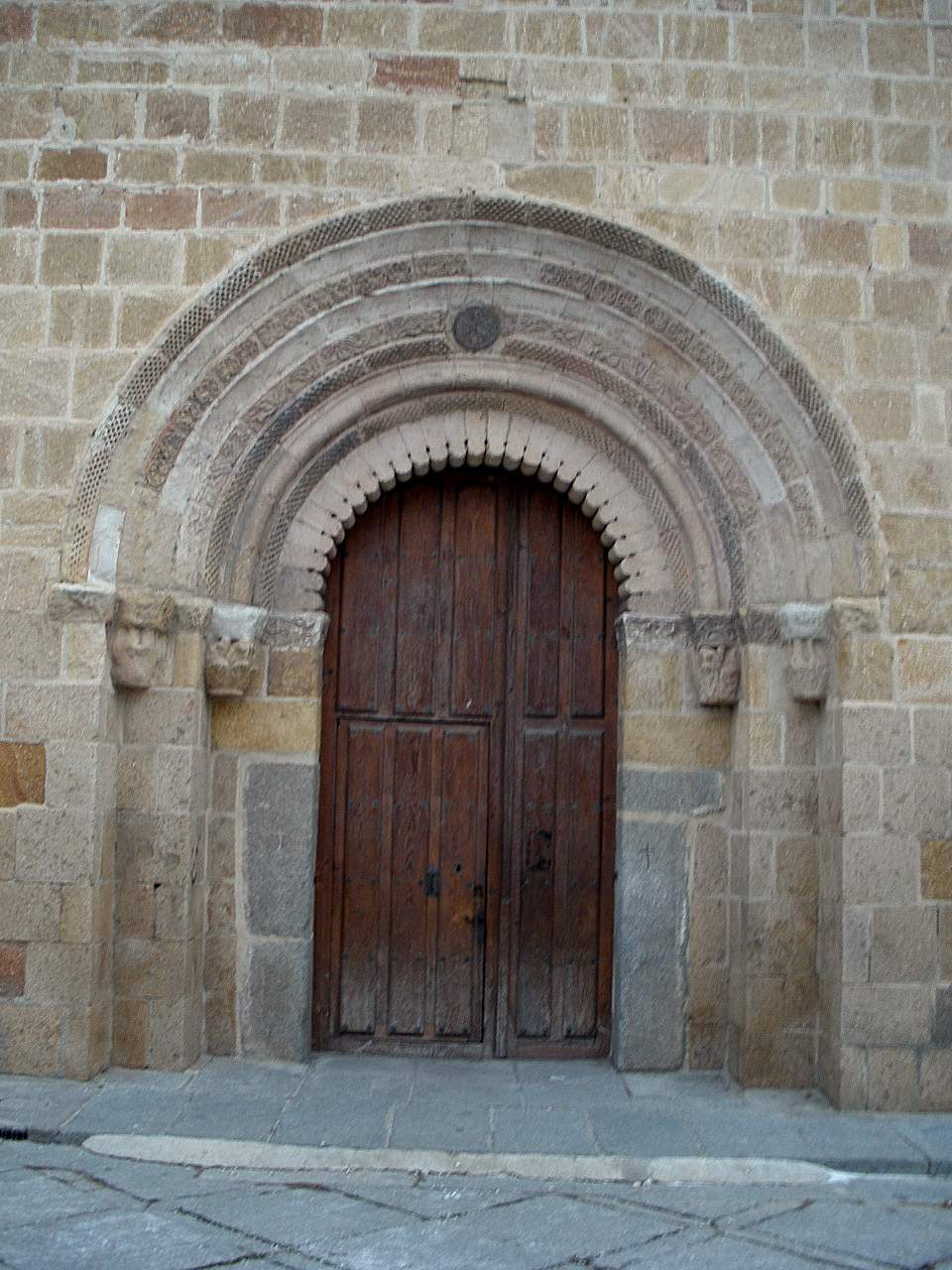
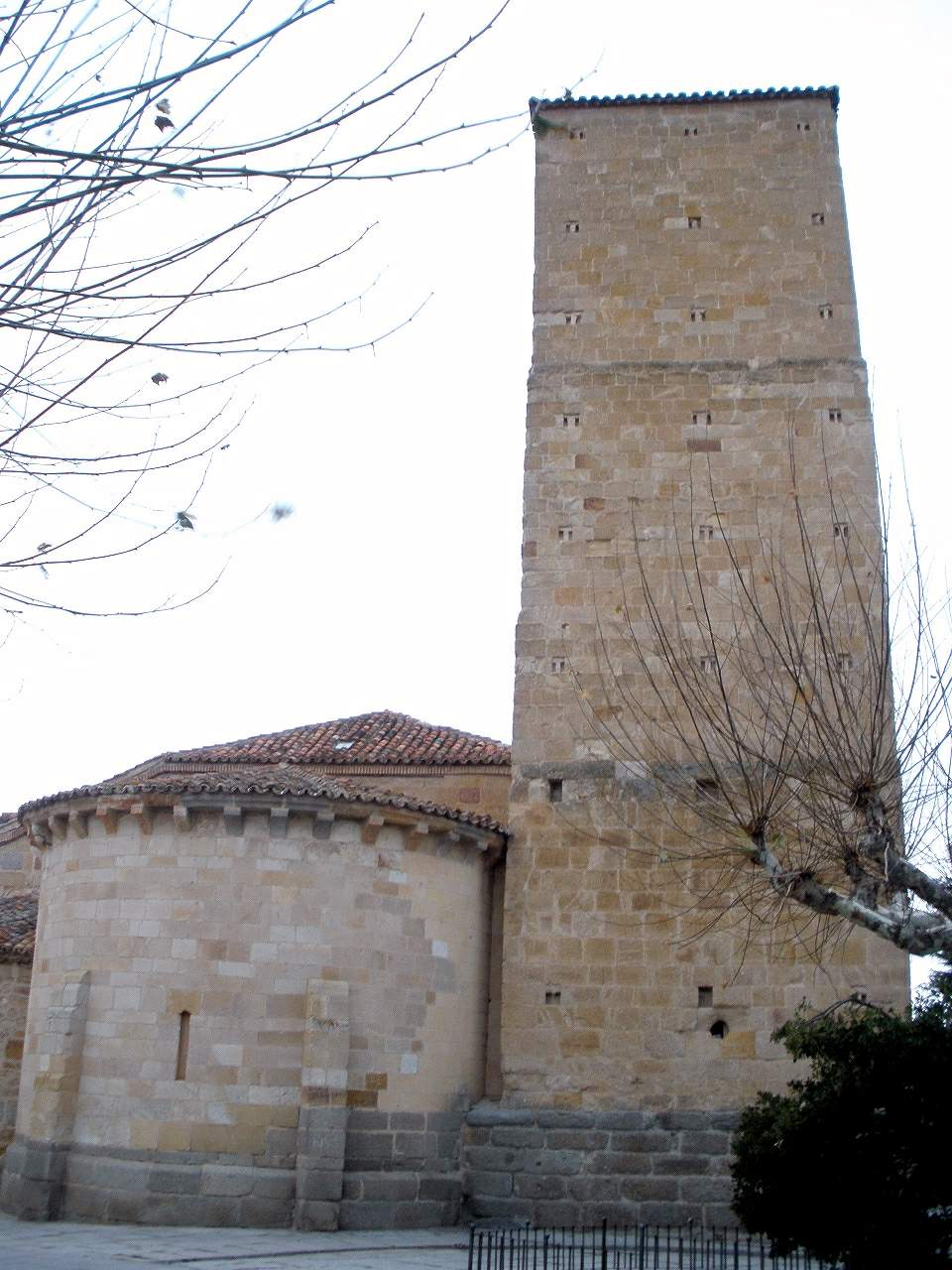
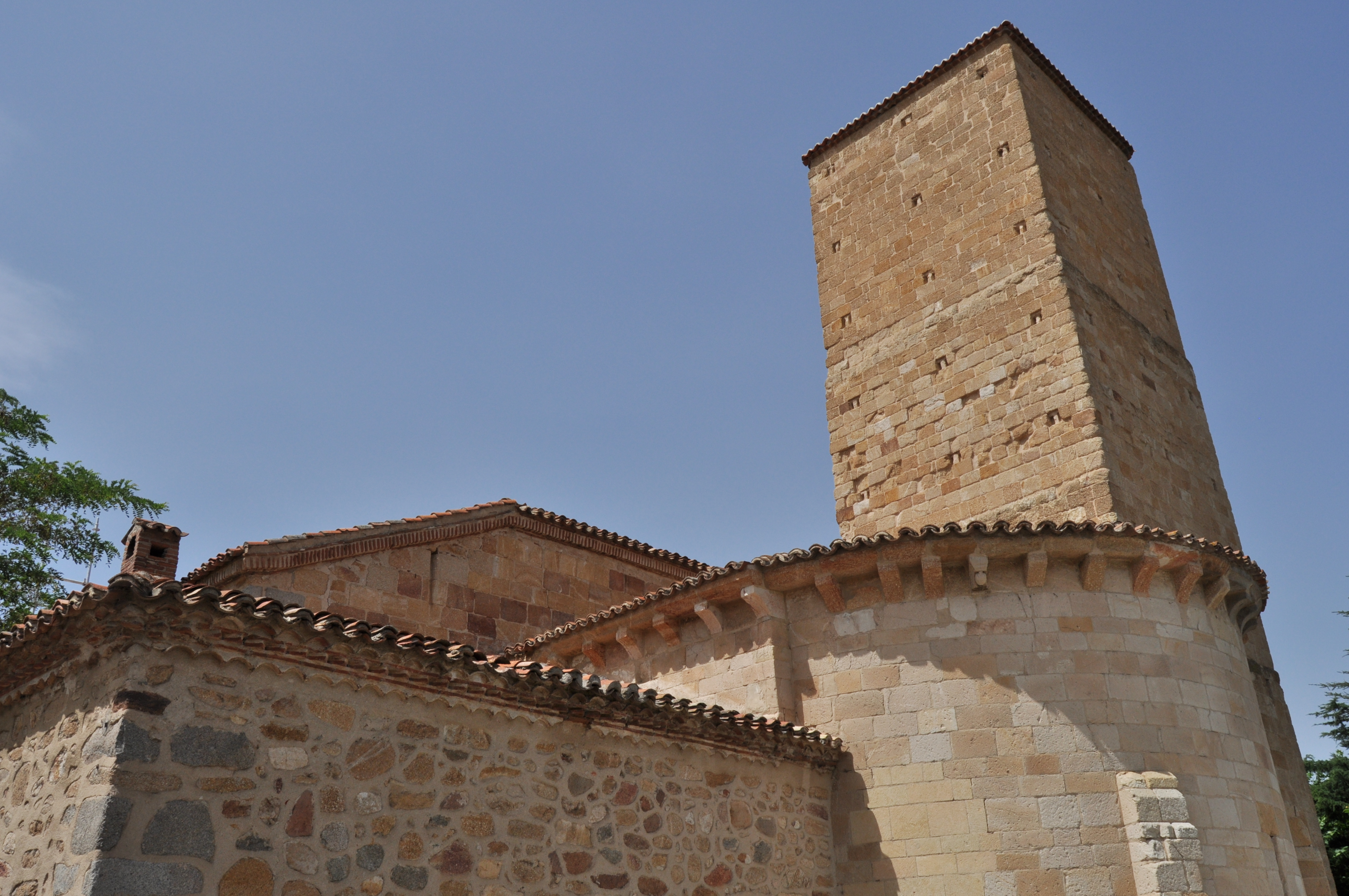